# أندريه بريفوست
أندريه بريفوست هو عالم موسيقى وملحن كندي، ولد في 30 يوليو 1934 في هاوكيسبيري في كندا، وتوفي في 27 يناير 2001 في مونتريال في كندا.

## وصلات خارجية
- أندريه بريفوست على موقع ميوزك برينز (الإنجليزية)
- أندريه بريفوست على موقع أول ميوزيك (الإنجليزية)
- أندريه بريفوست على موقع ديسكوغز (الإنجليزية)